# Ryu Hyun-kyung
Ryu Hyun-kyung (kor. 류현경; ur. 10 marca 1983 w Masan) – południowokoreańska aktorka i reżyserka filmowa.

## Życiorys
Zadebiutowała w 1996 występując w serialu telewizjnym stacji SBS Oxtail Soup mając 12 lat. W 2010 roku zwróciła na siebie uwagę rolami drugoplanowymi w erotycznym dramacie kostiumowym Bang-ja-jeon oraz komediach romantycznych Cyrano: Yeon-aejojakdan i Jjae-jjae-han Ro-maen-seu.
W latach 2009−2010 wyreżyserowała dwa krótkie filmy: Kwang-tae's Basic Story i Heart Robber oraz dwa teledyski dla południowokoreańskiej piosenkarki Choi Jung-in. W 2013 wystąpiła gościnnie w serialu Cesarzowa Ki jako królowa Goryeo.
28 stycznia 2022 podpisała umowę z agencją H& Entertainment.
W 2023 jako gość w programie Huh Young Man's Food Travel wyjawiła, że w trakcie swojej kariery aktorskiej pracowała również w kawiarni, a także w restauracji serwując wieprzowinę.
Ryu Hyun-kyung wystąpiła w 2014 po raz pierwszy w sztuce teatralnej Wszystko o mojej żonie (kor. 내 아내의 모든 것). W 2016, 2021 i 2023 roku również wystąpiła w sztukach teatralnych.

## Życie prywatne
W latach 2017–2022 spotykała się z aktorem Park Sung-hoon.

## Nagrody i nominacje
W 2022 wygrała nagrodę SBS Drama Awards w kategorii "Best Supporting Team" za rolę w serialu Cheer Up. Rok później została nominowana do tej samej nagrody, ale w kategorii "Best Supporting Actress in a Miniseries Romance/Comedy Drama" za rolę w serialu Trolley.
Dwukrotnie wygrała Scene Stealer Festival: w 2016 w kategorii "Bonsang "Main Prize"" za rolę w serialu The Lovers, a w 2023 roku za rolę w serialu Trolley.